# 洛杉矶轻轨C线
洛杉矶轻轨C线（原称绿线）是美国加州洛杉矶LA Metro管理的一条轻轨线路。路线连接諾沃克市和洛杉矶市威斯徹斯特，该线路途经海港高速公路以及威洛布鲁克，可以与洛杉矶快速公交J线及洛杉矶轻轨A线换乘。此外，乘客可在LAX／地鐵交通中心换乘免费穿梭巴士前往洛杉矶国际机场(LAX)。
该路线主要行驶于世纪高速公路（105号州际公路）的中间分隔带位置。

## 运行
绿线列车运行时间大约为每日凌晨3点36分至午夜。周五和周六晚上的服务一直持续到凌晨2点左右。
该线路于高峰时间的发车间隔为6分钟。平日及周末发车间隔为15分钟。

## 車站列表
全線在1995年8月12日啟用。
| 中文站名                | 英文站名 | 轉乘 | 車站停車場  | 所在地                 |
| ----------------------- | -------- | ---- | ----------- | ---------------------- |
| LAX／地鐵交通中心       |          | K线  |             | 洛杉磯市（威斯徹斯特） |
| 航空／世紀              |          | K线  |             | 洛杉磯市（威斯徹斯特） |
| 航空／因皮里尔          |          |      | 390個車位   | 洛杉磯市（威斯徹斯特） |
| 霍桑／倫諾克斯          |          |      | 623個車位   | 霍桑                   |
| 克倫肖                  |          |      | 513個車位   | 霍桑                   |
| 佛蒙特／雅典            |          |      | 155個車位   | 雅典                   |
| 海港高速公路            |          | J线  | 253個車位   | 南洛杉磯               |
| 阿瓦隆                  |          |      | 158個車位   | 南洛杉磯               |
| 威洛布魯克／羅莎·帕克斯 |          | A线  | 231個車位   | 威洛布魯克             |
| 林伍德                  |          |      | 646個車位   | 林伍德                 |
| 萊克伍德林蔭路          |          |      | 414個車位   | 唐尼                   |
| 諾沃克                  |          |      | 1,792個車位 | 諾沃克                 |